# عملية بالاك

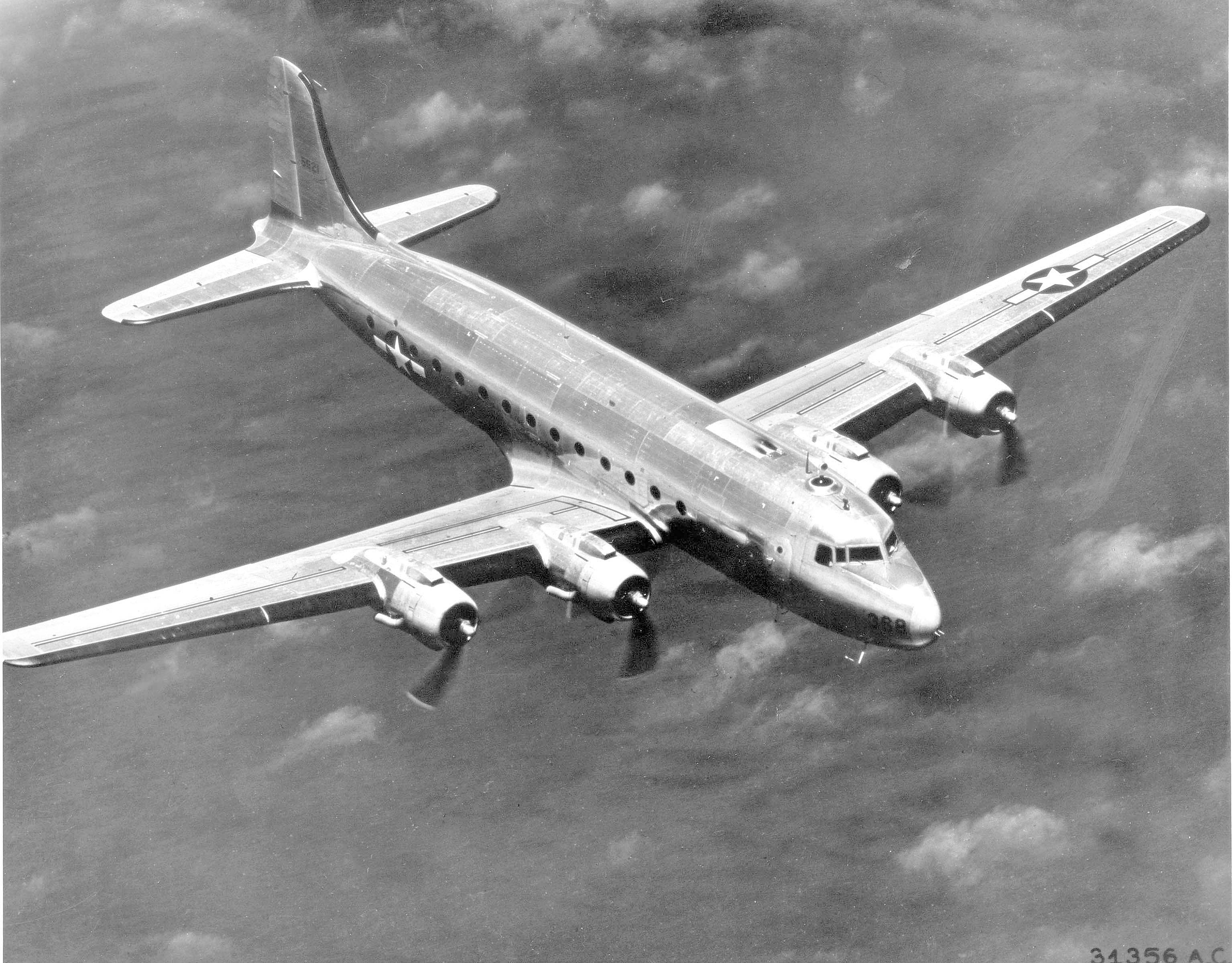
دوغلاس سي-54 سكايماستر أحد أنواع الطائرات المستخدمة في عملية بالاك

كانت عملية بالاك عملية تهريب، خلال تأسيس إسرائيل في عام 1948، والتي اشترت الأسلحة في أوروبا لتجنب مختلف أشكال الحظر والمقاطعة ونقلها إلى اليشوب. وتجدر الإشارة بصفة خاصة إلى تسليم 23 مقاتلة تشيكوسلوفاكية الصنع من طراز أفيا إس-199، وهي نسخة فترة ما بعد الحرب لطائرة مسرشميت بي اف 109 من سلاح الجو الألماني.
تطوع طيار سابق في سلاح الجو الملكي و‍جنتيل اسمه غوردون ليفيت، الذي خدم في الحرب العالمية الثانية، في الماهال (وحدة المتطوعين القادمين من الخارج) في وقت مبكر من عام 1948 جنبا إلى جنب مع عدد قليل من الطيارين اليهود (من بين آخرين الرئيس المستقبلي عيزر فايتسمان) من بريطانيا. نشأ ليفيت تحت وطأة الفقر في ساسكس، إنجلترا، وكان لديه ألفة تجاه المستضعف. «بالنظر إلى الوراء، لم أفشل أو أنجح، مصير معظمنا،» وتطرق ليفيت في وقت لاحق، «ولكن يجب أن أترك العالم في مكان أفضل مما كان عليه عندما دخلته لأنني ساعدت في تأسيس دولة إسرائيل.»
في البداية، كان ينظر إلى ليفيت بعين الشك العميق. وقالت صحيفة نيويورك تايمز: «ليس فقط لأنه لم يكن يهوديا، ولكن السيد ليفيت كان ملحوظا بشكل خاص لأنه كان بريطانياً». «وبالنسبة لمعظم الإسرائيليين في ذلك الوقت، كان الانتداب البريطاني المنقضي مؤخرا في فلسطين مناصرا للعرب قطعا، واعتبرت سياسة الحكومة البريطانية معادية للصهيونية.»
وقال التايمز: "تم تجنيد السيد ليفيت في مارس 1948 من قبل مبعوثي الهاغانا في أوروبا، القوة المقاتلة اليهودية في فلسطين، وكان ينظر إليه بجرعة صحية من الشك"." في مقابلتي الأخيرة قيل لي، "نحن مقتنعون تمامًا بأنك جاسوس بريطاني، ولكننا سنأخذك لرؤية ما تخطط له".

## أنظر أيضًا
- عملية كيلشون
- صفقة الأسلحة التشيكية الإسرائيلية